# Too Close to Home
Too Close to Home es una serie de televisión estadounidense creada, producida, escrita y dirigida por Tyler Perry, que se estrenó en  el 22 de agosto de 2016 en TLC, siendo la primera producción con guion de la cadena. La trama gira en torno a Anna, una joven de clase trabajadora que, después de tener un romance con el presidente de los Estados Unidos, se convierte en el centro de un escándalo político. 
El 1 de septiembre de 2016, se anunció que la serie fue renovada para la entrega de una segunda temporada, que se estrenó el 4 de enero de 2017. El 2 de noviembre de ese año, se confirmó que el programa había sido cancelado y que no se renovaría por una tercera temporada.

## Reparto y personajes

### Principales
- Danielle Savre como Annie Belle "Anna" Hayes, una mujer que trabaja en la Casa Blanca, pero después de que se revela su romance con el presidente, recurre a un lugar seguro, que es su ciudad natal en Happy, Alabama.[4]
- Brock O'Hurn como Brody Allen, el antiguo interés amoroso de Anna que actualmente siente algo por Bonnie.
- Kelly Sullivan como Bonnie Hayes, la hermana mayor de Anna, que siente un amor natural por ella, y cuida aRebel, al hijo de Shelby, Mac, y a su madre, Jolene.
- Brad Benedict como JB, el medio hermano separado de Brody y exnovio de Bonnie.
- Brooke Anne Smith como Michelle "Shelby" Hayes, la hermana más joven de Hayes, adicta a las drogas y el alcohol, y madre de Mac.
- Alpha Trivette como el Doctor Allen, el padre de Brody que padece demencia.
- Trisha Rae Stahl como Jolene, la madre de Anna, Bonnie y Shelby que es acumuladora y sufre de obesidad mórbida.
- Robert Craighead como el Sheriff Mobley.
- Annie Thrash como Rebel, la hija de 15 años de Anna que dejó atrás para mudarse a Washington D. C..
- Curran Walters como Mac, el hijo adolescente de Shelby que tiene una edad similar a Rebel.
- Crystle Stewart como Frankie (temporada 2), un terapeuta y vecino de Hayes que sabe sobre el asunto de Regina y Elm.
- Justin Gabriel como Rick (temporada 2; recurrente en la temporada 1), el interés amoroso de Shelby.
- Nick Ballard como Dax (temporada 2; recurrente en la temporada 1), el amigo de Anna que trabaja con ella en la Casa Blanca.
- Charles Justo como Victor (temporada 2; recurrente en la temporada 1), otro de los amigos de Anna y el novio de Dax.

### Recurrentes
- Christian Ochoa como John (temporada 1), un reportero de noticias.
- Ashley Love-Mills como Valerie, la mejor amiga de Anna que también trabaja con ella en la Casa Blanca.
- Jason Vendryes como el agente Larry (temporada 1).
- Matt Battaglia como el presidente Thomas Christian (temporada 2; invitado en la temporada 1), el posible interés amoroso de Anna.
- Heather Locklear como la primera dada Katelynn Christian (temporada 2; invitada, temporada 1).
- Angela Rigsby como Octavia (temporada 2; invitada en la temporada 1), una vecina de Bonnie que también trabaja con ella en el restaurante Sally's Diner. Ella es también la hermana menor de Nelson.
- Azur-De Johnson como Regina (temporada 2), la esposa de Nelson que tiene una aventura con su mejor amigo, Elm.
- Courtney Burrell como Nelson (temporada 2), el hermano mayor de Octavia y el esposo de Regina que regresa después de servir tiempo en el ejército.
- Nelson Estévez como Elm (temporada 2), amigo de Nelson y esposo de Tina.
- KD Aubert como Tina (temporada 2), la esposa de Elm.
- James Shanklin como Eli (temporada 2), el padre de Rebel y Mack, que ha causado problemas con las hermanas Hayes.

## Producción
La serie fue ordenada el 31 de marzo de 2016 con un pedido de ocho episodios. El 21 de junio de 2016 anunció que Too Close to Home es la primera serie o película de Perry con un elenco protagonizado completamente por actores blancos, aunque el elenco completo es muy diverso. Danielle Savre fue elegida como la protagonista de la serie, y Heather Locklear y Matt Battaglia hacen apariciones especiales.

## Episodios
| Temporada | Temporada | Episodios | Estreno              | Final                 |
| --------- | --------- | --------- | -------------------- | --------------------- |
|           | 1         | 8         | 22 de agosto de 2016 | 10 de octubre de 2016 |
|           | 2         | 8         | 4 de enero de 2017   | 22 de febrero de 2017 |